# ФК «Ювентус» у сезоні 1925—1926
ФК «Ювентус» у сезоні 1925—1926 — сезон італійського футбольного клубу «Ювентус».

## Склад команди
| № | Поз. | Нац.     | Гравець           |
| - | ---- | -------- | ----------------- |
|   | ВР   | Італія   | Джанп'єро Комбі   |
|   | ВР   | Італія   | Еціо Склаві       |
|   | ЗХ   | Італія   | Луїджі Аллеманді  |
|   | ЗХ   | Італія   | Маріо Ферреро     |
|   | ЗХ   | Італія   | Гвідо Джанфардоні |
|   | ЗХ   | Італія   | Уго Разетто       |
|   | ЗХ   | Італія   | Вірджиніо Розетта |
|   | ЗХ   | Італія   | Луїджі Сарацені   |
|   | ПЗ   | Італія   | Карло Бігатто     |
|   | ПЗ   | Угорщина | Йозеф Віола       |
|   | ПЗ   | Італія   | Маріо Менегетті   |
|   | ПЗ   | Італія   | Джованні Барале   |
|   | ПЗ   | Італія   | Оресте Барале     |
|   | ПЗ   | Італія   | Джузеппе Граббі   |

| № | Поз. | Нац.     | Гравець           |
| - | ---- | -------- | ----------------- |
|   | ПЗ   | Італія   | Томмазо Каудера   |
|   | ПЗ   | Італія   | Пеццеї            |
|   | НП   | Італія   | Антоніо Вояк      |
|   | НП   | Італія   | Коррадо Гарільйо  |
|   | НП   | Італія   | Адольфо Мендоссо  |
|   | НП   | Італія   | Федеріко Мунераті |
|   | НП   | Італія   | П'єро Пасторе     |
|   | НП   | Італія   | Маріо Паніаті     |
|   | НП   | Італія   | Джузеппе Торріані |
|   | НП   | Угорщина | Ференц Хірзер     |
|   | НП   | Італія   | Камілло Фенілі    |
|   | НП   | Італія   | Джорджо Гамбіно   |
|   | НП   | Італія   | Ігнаціо Теста     |

## Чемпіонат Італії

### Північна Італія. Група В
| М   | Клуб            | І  | В  | Н | П  | МЗ | МП | Різ | О  |
| --- | --------------- | -- | -- | - | -- | -- | -- | --- | -- |
| 1.  | Ювентус         | 22 | 17 | 3 | 2  | 68 | 14 | +54 | 37 |
| 2.  | Кремонезе       | 22 | 13 | 3 | 6  | 41 | 25 | +16 | 29 |
| 3.  | Дженоа          | 22 | 13 | 2 | 7  | 48 | 29 | +19 | 28 |
| 4.  | Падова          | 22 | 11 | 3 | 8  | 55 | 33 | +22 | 25 |
| 4.  | Ліворно         | 22 | 11 | 3 | 8  | 43 | 45 | -2  | 25 |
| 6.  | Самп'єрдаренезе | 22 | 10 | 3 | 9  | 38 | 43 | -5  | 23 |
| 7.  | Про Верчеллі    | 22 | 9  | 4 | 9  | 42 | 31 | +11 | 22 |
| 8.  | Мілан           | 22 | 10 | 2 | 10 | 43 | 39 | +4  | 22 |
| 9.  | Реджана         | 22 | 7  | 3 | 12 | 30 | 50 | -20 | 17 |
| 10. | Алессандрія     | 22 | 7  | 2 | 13 | 41 | 48 | -7  | 16 |
| 11. | Парма           | 22 | 5  | 2 | 15 | 23 | 58 | -35 | 12 |
| 12. | Мантова         | 22 | 2  | 4 | 16 | 24 | 81 | -57 | 8  |

### Фінал

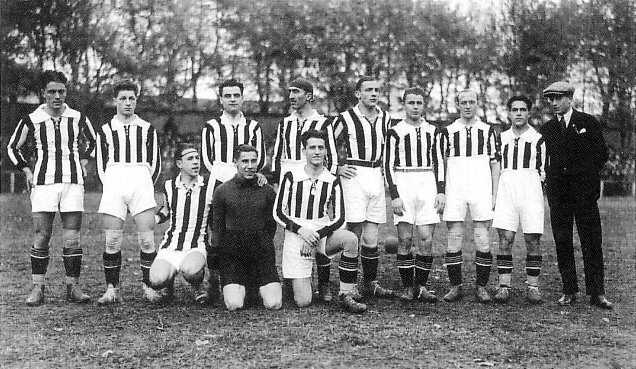
«Ювентус» 1925—1926

| Команда 1 | Заг. | Команда 2 | 1-й матч | 2-й матч |
| --------- | ---- | --------- | -------- | -------- |
| Болонья   | 2:2  | Ювентус   | 2-2      | 0-0      |

Перегравання
| Команда 1 | Рахунок | Команда 2 |
| --------- | ------- | --------- |
| Болонья   | 1-2     | Ювентус   |

### Національний фінал
| Команда 1 | Заг. | Команда 2  | 1-й матч | 2-й матч |
| --------- | ---- | ---------- | -------- | -------- |
| Ювентус   | 12-1 | Альба Рома | 7-1      | 5-0      |

### Склад чемпіонів
| Основний склад | Всі гравці                |
| --- | ------------------------- |
| Комбі Розетта Аллеманді Віола Менегетті Бігатто Вояк Хірзер Торріані Мунераті Пасторе | Джанп'єро Комбі (27)      |
| Комбі Розетта Аллеманді Віола Менегетті Бігатто Вояк Хірзер Торріані Мунераті Пасторе | Вірджиніо Розетта (24)    |
| Комбі Розетта Аллеманді Віола Менегетті Бігатто Вояк Хірзер Торріані Мунераті Пасторе | Луїджі Аллеманді (17)     |
| Комбі Розетта Аллеманді Віола Менегетті Бігатто Вояк Хірзер Торріані Мунераті Пасторе | Йозеф Віола (23,2)        |
| Комбі Розетта Аллеманді Віола Менегетті Бігатто Вояк Хірзер Торріані Мунераті Пасторе | Маріо Менегетті (22,1)    |
| Комбі Розетта Аллеманді Віола Менегетті Бігатто Вояк Хірзер Торріані Мунераті Пасторе | Карло Бігатто (26)        |
| Комбі Розетта Аллеманді Віола Менегетті Бігатто Вояк Хірзер Торріані Мунераті Пасторе | Федеріко Мунераті (22,10) |
| Комбі Розетта Аллеманді Віола Менегетті Бігатто Вояк Хірзер Торріані Мунераті Пасторе | Антоніо Вояк (17,5)       |
| Комбі Розетта Аллеманді Віола Менегетті Бігатто Вояк Хірзер Торріані Мунераті Пасторе | П'єро Пасторе (22,27)     |
| Комбі Розетта Аллеманді Віола Менегетті Бігатто Вояк Хірзер Торріані Мунераті Пасторе | Ференц Хірзер (25,35)     |
| Комбі Розетта Аллеманді Віола Менегетті Бігатто Вояк Хірзер Торріані Мунераті Пасторе | Джузеппе Торріані (27.3)  |
| Інші гравці: Еціо Склаві (1), Маріо Ферреро (16), Гвідо Джанфардоні (6), Уго Разетто (1); Джованні Барале (8), Джузеппе Граббі (4), Томмазо Каудера (4), Оресте Барале (1); Камілло Фенілі (3), Коррадо Гарільйо (1), Маріо Паніаті (1). Тренер: Єне Карой, Йозеф Віола |                           |

## Товариські матчі
| ТМ 06.09.1925 | «Ювентус»          | 4:1        | «Інтер»   | Турин |  |
| | Хірзер, 19, 33, 68 | (протокол) | Конті, 73 |       |  |
| Ювентус: Комбі, Розетта, Аллеманді, Бігатто, Менегетті, Д.Барале, Мунераті, Мандоссо (Віола, 30), Пасторе (Мандоссо, 46), Хірзер, Торріані Інтер: Дьянезе, Б'янкі, Чазартеллі, Мотта, Солдьєра, Аграді, П'єтробоні, Конті, Т.Моретті, Шенфілд, А.Педрацціні |                    |            |           |       |  |

| ТМ 13.09.1925 | «Інтер» | 0:2        | «Ювентус»      | Турин |  |
| |         | (протокол) | Хірзер, 43, 52 |       |  |
| Інтер: Фочіні (Дзамберлетті, 46), Б'янкі, Чазартеллі, Аграді, Джустаччіні, Мотта, Конті, Шенфілд, П'єтробоні, Т.Моретті, Ріволта Ювентус: Комбі, Розетта, Аллеманді, Бігатто, Менегетті, Д.Барале, Мунераті, Віола, Пасторе, Хірзер, Торріані |         |            |                |       |  |

| ТМ 20.09.1925 | «Лугано» | 1:6        | «Ювентус»                                        | Лугано |  |
| | Фінк, 90 | (протокол) | Хірзер, 7, 35, 63, 64 Бордолі, 12 аг Пасторе, 59 |        |  |
| Лугано: Масполі, Імгоф, Печіні, Мартін, Катторі, Бордолі, Бкрктта, Штуценеггер, А.Поретті, Мартінйоні, Фінк Ювентус: Комбі, Розетта, Аллеманді, Бігатто, Менегетті, Д.Барале, Мунераті, Віола, Пасторе, Хірзер, Торріані |          |            |                                                  |        |  |

| ТМ 27.09.1925 | «Ювентус»                   | 3:2        | «Про Верчеллі»               | Турин |  |
| | Паніатті, 5 Пасторе, 19, 53 | (протокол) | Ардіссоне, 48 Рампіні ІІ, 82 |       |  |
| Ювентус: Комбі, Аллеманді, Джанфардоні, Бігатто, Менегетті, Д.Барале, Торріані, Паньяті, Пасторе, Ферреро, Фенілі |                             |            |                              |       |  |

| ТМ 01.11.1925                                                                                                | «Аталанта» | 0:2        | «Ювентус»                 | Бергамо |  |
| |            | (протокол) | Паніаті, 35 Манегетті, 89 |         |  |
| Ювентус: Склаві, Джанфардоні, Серацені, Печчел, Менегетті, Д.Барале, Гарільйо, Паніаті, Теста, Вояк, Гамбіно |            |            |                           |         |  |

| ТМ 27.12.1925 | «Ювентус»               | 2:3        | «Славія» (Прага) | Турин |  |
| | Хірзер 48' Мунераті 69' | (протокол) | Шолтис 2' 9' 86' |       |  |
| Ювентус: Комбі, Розетта, Ферреро, Бігатто, Менегетті, Віола (Д.Барале, 46), Гарільйо, Мунераті, Вояк, Хірзер, Торріані Славія: Планічка, Ф.Гоєр, Сейферт, Плодр, Плетиха, Гліняк, Кратохвіл, Пуч, Сильний, Шолтис, Чапек |                         |            |                  |       |  |

| ТМ 18.04.1926 | «Ювентус»                          | 3:0        | «Верона» | Турин |  |
| | Розетта, 42 Хірзер, 66 Бігатто, 71 | (протокол) |          |       |  |
| Ювентус: Склаві, Ферреро, Аллеманді, Граббі (Пасторе), Менегетті, Бігато, Мунераті, Вояк, Розетта, Хірзер, Торріані |                                    |            |          |       |  |

| ТМ 09.05.1926 | «Граджянскі» (Загреб) | 1:1        | «Ювентус»  | Загреб |  |
| | ?, 80                 | (протокол) | Хірзер, 30 |        |  |
| Граджянскі: Михелчич, Д.Бабич, Рупець, Іванчич, Першка, Мантлер, Циндрич, Р.Хітрець, М.Ремець, Н.Бабич, Урбанке Ювентус: Склаві, Аллеманді, Ферреро, Віола, Менегетті, Вояк, Мунераті, Пініаті, Розетта, Хірзер, Торріані |                       |            |            |        |  |

| ТМ 10.05.1926 | ХАШК (Загреб)        | 2:5        | «Ювентус»                         | Загреб |  |
| | Єрен, 44 Н.Бабич, 72 | (протокол) | Хірзер, 6, 20, 47, 73 Розетта, 37 |        |  |
| ХАШК: Фрідріх, Кунст, Врбанчич, М.Марянович, Премерл, Кріз, Мартинович, Н.Бабич, Циндрич, Єрен, Агич Ювентус: Склаві, Аллеманді, Ферреро, Віола, Менегетті, Вояк, Мунераті, Пасторе, Розетта, Хірзер, Торріані |                      |            |                                   |        |  |

| ТМ 03.06.1926 | Збірна Риму                       | 2:1        | «Ювентус»   | Рим |  |
| | Чанестреллі, 44' (пен.) Россо 50' | (протокол) | Розетта 32' |     |  |
| Рим: Річчі, Маттеї, Корбнс, Ровіда, А.Ферраріс, Джампорліні (Скотто, 46), Чанестреллі, Дельї, Букович, Скіоскіо, Россо Ювентус: Комбі, Аллеманді, Ферреро, Віола, Менегетті, Бігато, Мунераті, Вояк, Розетта, Хірзер, Торріані |                                   |            |             |     |  |

## Статистика гравців
| №.           | Поз.     | Нац.     | Гравець           | Всього   | Всього   | Чемпіонат Італії | Чемпіонат Італії | Товариські матчі | Товариські матчі |          |          |          |          |          |          |
| №.           | Поз.     | Нац.     | Гравець           | Ігор     | Голів    | Ігор             | Голів            | Ігор             | Голів            |          |          |          |          |          |          |
| Воротарі     | Воротарі | Воротарі | Воротарі          | Воротарі | Воротарі | Воротарі         | Воротарі         | Воротарі         | Воротарі         | Воротарі | Воротарі | Воротарі | Воротарі | Воротарі | Воротарі |
| ------------ | -------- | -------- | ----------------- | -------- | -------- | ---------------- | ---------------- | ---------------- | ---------------- | -------- | -------- | -------- | -------- | -------- | -------- |
|              | ВР       | Італія   | Джанп'єро Комбі   | 33       | 0        | 27               | 0                | 6                | 0                |          |          |          |          |          |          |
|              | ВР       | Італія   | Еціо Склаві       | 5        | 0        | 1                | 0                | 4                | 0                |          |          |          |          |          |          |
| Захисники    |          |          |                   |          |          |                  |                  |                  |                  |          |          |          |          |          |          |
|              | ЗХ       | Італія   | Вірджиніо Розетта | 32       | 3        | 24               | 0                | 8                | 3                |          |          |          |          |          |          |
|              | ЗХ       | Італія   | Луїджі Аллеманді  | 25       | 0        | 17               | 0                | 8                | 0                |          |          |          |          |          |          |
|              | ЗХ       | Італія   | Маріо Ферреро     | 22       | 0        | 16               | 0                | 6                | 0                |          |          |          |          |          |          |
|              | ЗХ       | Італія   | Гвідо Джанфардоні | 8        | 0        | 6                | 0                | 2                | 0                |          |          |          |          |          |          |
|              | ЗХ       | Італія   | Уго Разетто       | 1        | 0        | 1                | 0                | 0                | 0                |          |          |          |          |          |          |
|              | ЗХ       | Італія   | Луїджі Сарацені   | 1        | 0        | 0                | 0                | 1                | 0                |          |          |          |          |          |          |
| Півзахисники |          |          |                   |          |          |                  |                  |                  |                  |          |          |          |          |          |          |
|              | ПЗ       | Італія   | Карло Бігатто     | 33       | 1        | 26               | 0                | 7                | 1                |          |          |          |          |          |          |
|              | ПЗ       | Італія   | Маріо Менегетті   | 32       | 2        | 22               | 1                | 10               | 1                |          |          |          |          |          |          |
|              | ПЗ       | Угорщина | Йозеф Віола       | 30       | 2        | 23               | 2                | 7                | 0                |          |          |          |          |          |          |
|              | ПЗ       | Італія   | Джованні Барале   | 14       | 0        | 8                | 0                | 6                | 0                |          |          |          |          |          |          |
|              | ПЗ       | Італія   | Джузеппе Граббі   | 5        | 0        | 4                | 0                | 1                | 0                |          |          |          |          |          |          |
|              | ПЗ       | Італія   | Томмазо Каудера   | 4        | 0        | 4                | 0                | 0                | 0                |          |          |          |          |          |          |
|              | ПЗ       | Італія   | Оресте Барале     | 1        | 0        | 1                | 0                | 0                | 0                |          |          |          |          |          |          |
|              | ПЗ       | Італія   | Печчел            | 1        | 0        | 0                | 0                | 1                | 0                |          |          |          |          |          |          |
| Нападники    |          |          |                   |          |          |                  |                  |                  |                  |          |          |          |          |          |          |
|              | НП       | Італія   | Джузеппе Торріані | 36       | 3        | 27               | 3                | 9                | 0                |          |          |          |          |          |          |
|              | НП       | Угорщина | Ференц Хірзер     | 33       | 52       | 25               | 35               | 8                | 17               |          |          |          |          |          |          |
|              | НП       | Італія   | Федеріко Мунераті | 30       | 11       | 22               | 10               | 8                | 1                |          |          |          |          |          |          |
|              | НП       | Італія   | П'єро Пасторе     | 29       | 29       | 22               | 27               | 7                | 2                |          |          |          |          |          |          |
|              | НП       | Італія   | Антоніо Вояк      | 23       | 5        | 17               | 5                | 6                | 0                |          |          |          |          |          |          |
|              | НП       | Італія   | Камміло Фенілі    | 4        | 0        | 3                | 0                | 1                | 0                |          |          |          |          |          |          |
|              | НП       | Італія   | Маріо Паньяті     | 4        | 3        | 1                | 0                | 3                | 3                |          |          |          |          |          |          |
|              | НП       | Італія   | Коррадо Гарільйо  | 3        | 0        | 1                | 0                | 2                | 0                |          |          |          |          |          |          |
|              | НП       | Італія   | Ігнасіо Теста     | 1        | 0        | 0                | 0                | 1                | 0                |          |          |          |          |          |          |
|              | НП       | Італія   | Адольфо Мандосо   | 1        | 0        | 0                | 0                | 1                | 0                |          |          |          |          |          |          |
|              | НП       | Італія   | Джорджо Гамбіно   | 1        | 0        | 0                | 0                | 1                | 0                |          |          |          |          |          |          |